# Marcel Flückiger
Marcel Flückiger (Bern, 1929. június 20. – Bern, 2010. november 27.) válogatott svájci labdarúgó, hátvéd.

## Pályafutása
1951 és 1961 között a Young Boys labdarúgója volt.
1953 és 1959 között négy alkalommal szerepelt a svájci válogatottban. Tagja volt az 1954-es világbajnokságon részt vevő csapatnak.